# Biografielijst Z-Za

## Z
- Roy Z, geboren als Roy Ramirez, Amerikaans gitarist, componist en producer

## Zaa
- Abdel-Kader Zaaf (1917-1986), Algerijns wielrenner
- Dirk Jan (Dick) van der Zaag (1945), Nederlands politicus
- Pieter van der Zaag (1940), Nederlands politicus
- Hendrik Roelof de Zaaijer (1900-1991), Nederlands rechter, openbaar aanklager en verzetsstrijder
- Rik Zaal (1945), Nederlands programmamaker, schrijver, presentator, producer en journalist
- Wim Zaal (1935), Nederlands journalist, letterkundige, essayist en recensent
- Carlo Allard Zaalberg (1909-2004), Nederlands neerlandicus, literatuurhistoricus en hoogleraar
- Adriaan Cornelis Zaanen (1913-2003), Nederlands wiskundige
- Herman Adriaan Zaanen (1948), Nederlands roeier
- Jan Zaanen (1957-2024), Nederlands hoogleraar
- Karlijn Zaanen (1990), Nederlands golfster
- Rowin van Zaanen (1984), Nederlands voetballer
- Brahim Zaari (1989), Nederlands voetballer

## Zab

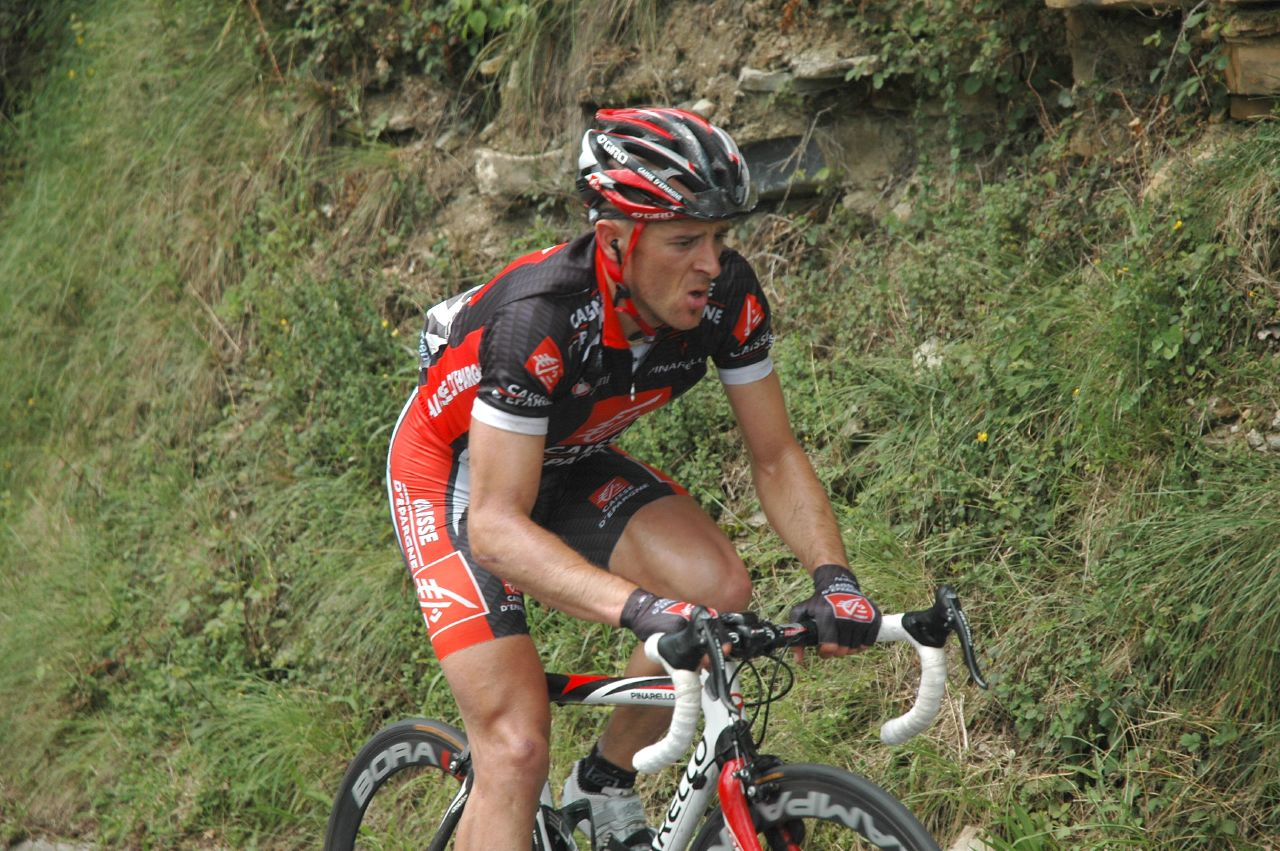
Constantino Zaballa Gutierrez

- Félix Vidal Celis Zabala (1982), Spaans wielrenner
- Gaizka Mendieta Zabala (1974), Spaans voetballer
- Herminio Díaz Zabala (1964), Spaans wielrenner en ploegleider
- Juan Carlos Zabala (1911-1983), Argentijns atleet
- Mariano Zabaleta (1978), Argentijns tennisspeler
- Pablo Javier Zabaleta (1985), Argentijns voetballer
- Constantino Zaballa Gutierrez (1978), Spaans wielrenner
- Ramón Zabalo (1910-1967), Spaans voetballer
- Radoslav Zabavník (1980), Slowaaks voetballer
- Bat Zabbai, pseudoniem van Septimia Zenobia, (ca. 241-??), koningin van Palmyra (267-272)
- Erik Zabel (1970), Duits wielrenner
- Frank Zabel (1968), Duits componist, muziekpedagoog en pianist
- Rick Zabel (1993), Duits profwielrenner
- Aleksandra Ivanovna Zabelina (1937-2022), Russisch schermster
- Natalja Zabijako (1994), Estisch-Russisch kunstschaatsster
- Alexander II Zabinas (+123 v.Chr.), Koning van het Seleucidenrijk (129-123 v.Chr.)
- Zoelfia Zabirova (1973), Russisch wielrenster
- Jacobo Zabludovsky Kraves (1928), Mexicaans journalist, presentator en nieuwslezer
- Nikolaj Aleksejevitsj Zabolotski (1903-1958), Russisch schrijver, dichter en vertaler
- Adolf Zábranský (1909-1981), Tsjechoslowaaks kunstenaar en illustrator
- David Zabriskie (1979), Amerikaans wielrenner

## Zac
- Daniel Zacapa (1951), Hondurees/Amerikaans acteur
- Francisco Zacarés Fort (1962), Spaans componist, musicoloog en dirigent
- Cristian Zaccardo (1981), Italiaans voetballer
- Antonius Maria Zaccaria (1502-1539), Italiaans priester en heilige
- Alberto Zaccheroni (1953), Italiaans voetballer en voetbaltrainer
- Alessandro Zaccone (1999), Italiaans motorcoureur
- Franz Xaver von Zach (1754-1832), Duits astronoom
- Imre Zachár (1890-1954), Hongaars zwemmer en waterpolospeler
- Igor Zacharevitsj (1963), Russisch schaker
- Zacharia, zoon van hogepriester Jojada
- Zacharia, profeet
- Christian Zacharias (1950), Duits pianist en dirigent
- Ernst Zacharias (1924-2020), Duits musicus en ingenieur
- Helmut Zacharias, bekend als Charles Thomas, (1920-2002), Duits violist en componist
- Zacharias (+752), paus (741-752)
- Zacharias, vader van Johannes de Doper
- Allan Zachariasen (1955), Deens atleet
- Roeslan Zacharov (1998-2021), Russisch langebaanschaatser
- Svetlana Zacharova (1970), Russisch atlete
- Friedrich Wilhelm Zachau, Duits voor Friedrich Wilhelm Zachov, (1663-1712), Duits componist
- Heidi Zacher (1988), Duits freestyleskiester
- Joannes Zacheus (16e eeuw), Zuid-Nederlands componist
- Zacheüs (1e eeuw), Joods oppertollenaar
- Michael Zachrau (1994), Duits skeletonracer
- Eric Zachrisson (1980), Zweeds langebaanschaatser
- Li (Lykke) Timotej Zachrisson, pseudoniem van Lykke Li, (1986), Zweeds singer-songwriter
- Jürgen Zäck (1965), Duits triatleet
- Piero Raimondo Zacosta (+1467), Aragonees edelman en 38e Grootmeester van de Orde van Sint Jan van Jeruzalem (1461-1467)

## Zad
- Aziza Mustafa Zadeh (1969), Azerbeidzjaans pianiste, zangeres en componiste
- Lotfi Asker Zadeh, geboren als Lotfi Aliasggarzadeh, (1921), Azerbeidzjaans-Amerikaans wiskundige
- Cor van Zadelhoff, Nederlands bedrijfsmakelaar en vastgoedhandelaar
- Leco van Zadelhoff (1970), Nederlands stylist, visagist, televisiepresentator en schrijver
- Peter van Zadelhoff (1971), Nederlands journalist
- Steven van Zadelhoff (1979), Nederlands pokerspeler
- Willem van Zadelhoff (1958), Nederlands schrijver
- Rebecca Zadig, Zweeds zangeres van Mexicaanse komaf
- Ossip Zadkine, geboren als Yossel Aronovich Tsadkin, (1890-1967), Frans beeldend kunstenaar van Wit-Russische komaf
- Andrejus Zadneprovskis (1974), Litouws atleet
- Ervin Zádor (1935), Hongaars waterpolospeler
- Pia Zadora, pseudoniem van Pia Schipani, (1954), Amerikaans actrice en zangeres
- Anastasia Sergeyevna Zadorozhnaya (1985), Russisch actrice, zangeres en model
- Gerhard Zadrobilek (1961), Oostenrijks wielrenner
- Pedro Elias Zadunaisky (1917-2009), Argentijns astronoom en wiskundige
- Olga Zadvornova (1988), Lets kunstschaatsster

## Zae
- Fernand Ignace Constant Charles Michel Coppieters de ter Zaele (1894-1961), Belgisch burgemeester
- Willem van der Zaen (1621-1669), Nederlands schout-bij-nacht
- Saul Zaentz (1928), Amerikaans filmproducent
- Tania Zaetta (1970), Australisch stuntvrouw en actrice

## Zaf
- Dave Zafarin (1978), Nederlands voetballer
- Jacobus Hendriksz. Zaffius (1534-1618), Nederlands miniatuurschilder, prior en proost
- Carlos Ruiz Zafón (1964-2020), Spaans romanschrijver
- Albert Zafy (1927), Malagassisch politicus en president

## Zag

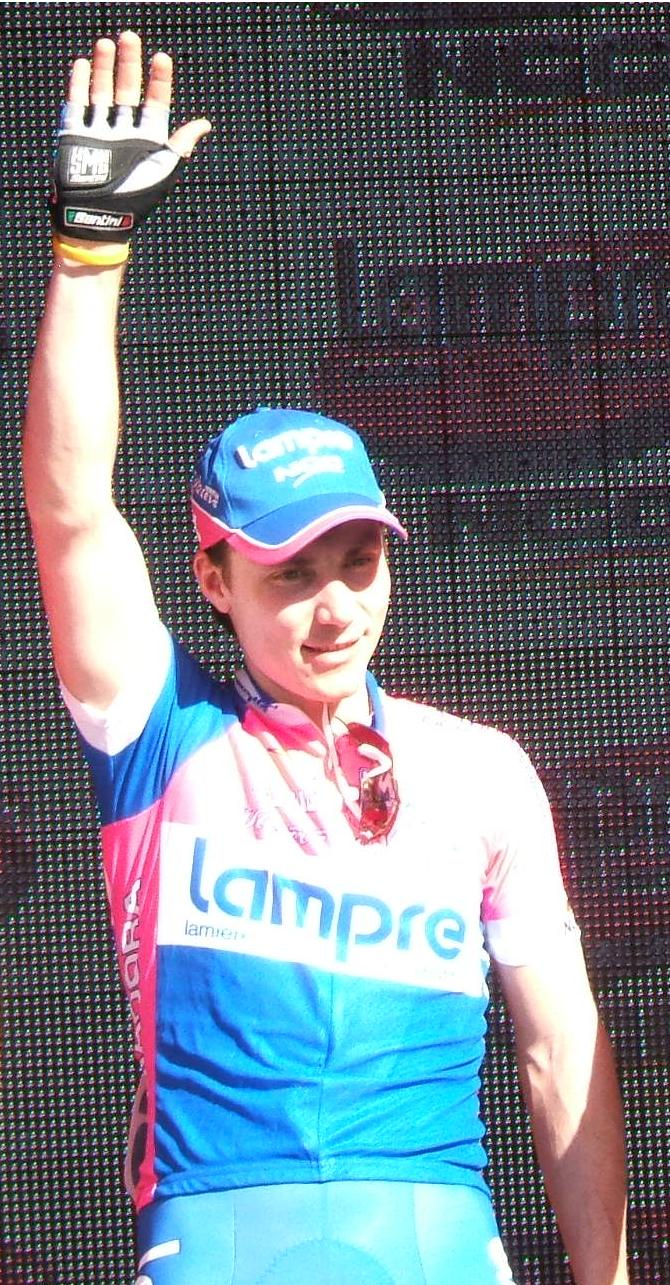
Volodymyr Zagorodniy

- Mário Jorge Lobo Zagallo (1931-2024), Braziliaans voetballer en voetbalcoach
- Wenceslaus van Żagań (1434-1488), Hertog van Zagan (1439-1449) en hertog van Przewóz (1449-1472)
- Elio Zagato (1921-2009), Italiaans auto-ontwerper
- Matías Zagazeta (2003), Peruviaans autocoureur
- Jan Zagers (1931), Belgisch wielrenner
- René Zagger (1973), Engels acteur
- Don Bernhard Zagier (1951), Duits wiskundige
- Alina Zagitova (2002), Russisch kunstschaatsster
- Theodoros Zagorakis (1971), Grieks voetballer, aanvoerder en clubvoorzitter
- Aleksej Zagornyj (1978), Russisch atleet
- Volodymyr Zagorodni (1981), Oekraïens wielrenner
- Vladimir Pavlovitsj Zagorovski (1925-1994), Russisch schaker
- Dorota Zagórska (1975), Pools kunstschaatsster
- Michail Nikolajevitsj Zagoskin (1789-1852), Russisch schrijver en dramaturg
- Anne Zagré (1990), Belgisch atlete
- Mariel Leigh Zagunis (1985), Amerikaans schermster

## Zah

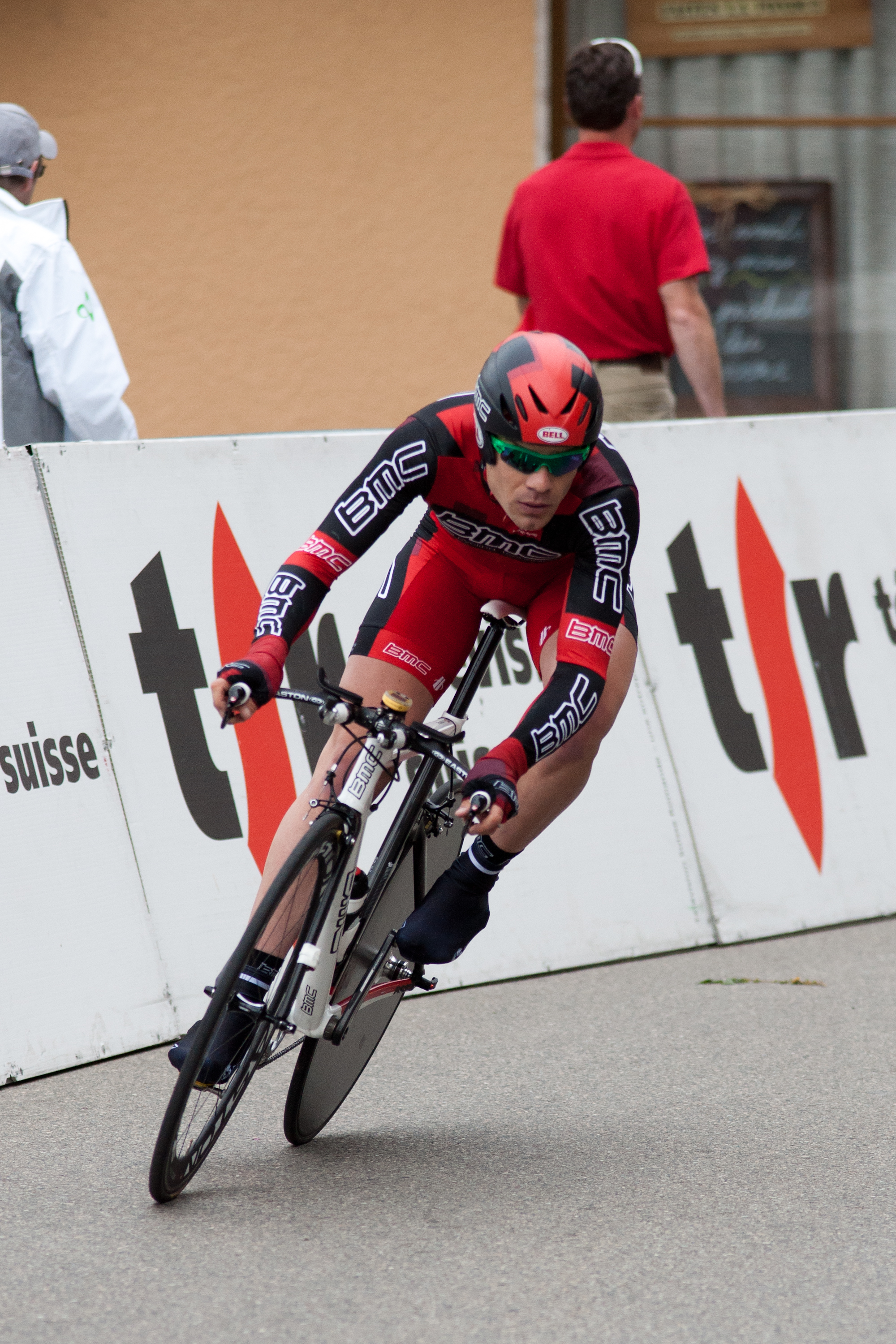
Simon Zahner (2010)

- Mildred Ella (Babe) Didrikson Zaharias (1911-1956), Amerikaans golfspeelster en atlete
- Fazlollah Khan Zahedi (1897-1963), Iraans generaal
- Irina Zahharenkova (1976), Ests pianist, klavecimbelspeler en pianofortespeler
- Karim Zahidi (?), Belgisch hoogleraar, bestuurder en bariton
- Mohammed Zahir Sjah (1914-2007), laatste (Sjah) van Afghanistan
- Sandra Záhlavová (1985), Tsjechisch tennisspeelster
- Steven James (Steve) Zahn (1967), Amerikaans acteur en komiek
- Timothy Zahn (1951), Amerikaans sciencefictionschrijver
- Wilhelm Zahn (1910-1976), Duits U-boot-bevelhebber en luitenant-ter-zee
- John Zahner (1952), Amerikaans pianist, organist en toetsenist
- Simon Zahner (1983), Zwitsers veldrijder
- Zaho, pseudoniem van Zehira Darabid, (1980), Algerijns zangeres
- Tomasz Zahorski (1984), Pools voetballer
- Cheba Zahouania (1959), Marokkaans-Algerijns rai-zangeres
- Zlatko Zahovič (1971), Sloveens voetballer
- Fatima az-Zahra (606-632), jongste dochter van de profeet Mohammed
- Hindi Zahra (1979), Marokkaans zangeres
- Jan Zahradníček (1905-1960), Tsjechisch schrijver, dichter en vertolker
- Abu al-Qasim al-Zahravi (936-1013), Arabisch filosoof, arts en tandheelkundige
- Berthold I van Zähringen (ca. 1000-1078), Hertog van Karinthië en Markgraaf van Verona
- Berthold II van Zähringen (1050-1111), Heer van Zähringen
- Berthold III van Zähringen (ca. 1085-1122), Hertog van Zähringen
- Berthold IV van Zähringen (ca. 1125-1186), Hertog van Zähringen en Bourgondië
- Berthold V van Zähringen (ca. 1160-1218), Hertog van Zähringen
- Clementia van Zähringen (+1167), dochter van Koenraad I van Zähringen en Clementia van Luxemburg-Namen
- Koenraad I van Zähringen (ca. 1090-1152), hertog van Zähringen en hertog van Bourgondië
- Rudolf van Zähringen (ca. 1131-1191), prins-bisschop van Luik
- Joseph Zähringer (1929-1970), Duits natuurkundige
- Šárka Záhrobská (1985), Tsjechisch skiester
- Peder Henrik Kristian (Kristian) Zahrtmann (1843-1917), Deens schilder

## Zai
- Luca Zaia (1968), Italiaans politicus
- Aisin-Gioro Zaichun, bekend als Tongzhi, (1856-1875), Chinees keizer (1861-1875)
- Muhammad Zaidan (1948-2004), Palestijns terrorist, oprichter van het Palestijns Bevrijdingsfront
- Gregorio Zaide (1907-1986), Filipijns historicus
- Ali Mabrouk El Zaidi (1978), Libisch middellange- en langeafstandsloper
- Muntazer al-Zaidi (1979), Irakees journalist en correspondent
- Zaqhwan Zaidi (1995), Maleisisch motorcoureur
- Husni az-Zaim (1897-1949), Syrisch kolonel en politicus
- Alexandros Thrasivoulou Zaimis (1855-1936), Grieks staatsman
- Judith Ann Lang Zaimont (1945), Amerikaans componiste, muziekpedagoog en pianiste
- Enrico Zaina (1967), Italiaans wielrenner
- Jaouad Zairi (1982), Marokkaans voetballer
- Razan Zaitouneh (1977), Syrisch advocate, journaliste en mensenrechtenverdedigster
- Luminita Zaituc-Zelaskowski (1968), Duits langafstandsloopster van Roemeense komaf

## Zaj
- Marcin Zając (1975), Pools voetballer
- Jelena Zajats (1969), Russisch schaakster
- Ivan Zajc (1832-1914), Kroatisch componist, muziekpedagoog en dirigent
- Timi Zajc (2000), Sloveens schansspringer
- Jan Zajíc (1950-1969), Tsjechisch student en politiek activist
- Aleksandr Gennadijevitsj Zajtsev (1952), Russisch kunstschaatser
- Aleksandr Nikolajevitsj Zajtsev (1935-1971), Russisch schaker
- Boris Konstantinovitsj Zajtsev (1881-1972), Russisch schrijver
- Vasili Grigorjevitsj Zajtsev (1915-1991), Russisch soldaat
- Olga Aleksejevna Zajtseva (1978), Russisch biatlete
- Olga Igorewna Zajtseva (1984), Russisch atlete

## Zak
- ZAK (1948), Belgisch cartoonist
- Ahmed Chalidovitsj Zakajev (1956), Tsjetsjeens acteur en minister
- Abdul Aziz Zakari (1976), Ghanees atleet
- Fareed Zakaria (1964), Indiaas-Amerikaans journalist en schrijver
- Mohammed Abdelhak Zakaria (1974), Bahreins atleet
- Zaki, pseudoniem van Jackie Dewaele, (1945), Vlaams radiomaker
- Jochanan ben Zakkai (30-90), tannaim en Joods wijze
- Ignatius Zakka I Iwas (1932-2014), Syrisch oriëntaals-orthodoxe geestelijke
- Pelageja Osipovna Zakoerdajeva (1886-2005), Russisch naar eigen zeggen oudste mens ter wereld
- Hiroaki Zakoji (1958-1987), Japans componist en pianist
- Nikos Zakos (1978), Grieks autocoureur
- Petra Petra Zakouřilová (1978), Tsjechisch alpineskiester
- Gerasim Zakov (1984), Bulgaars voetballer
- Janusz Zakrzeński (1936-2010), Pools theater- en filmacteur
- Dionysios van Zakynthos (1547-ca. 1622), Grieks aartsbisschop en heilige

## Zal

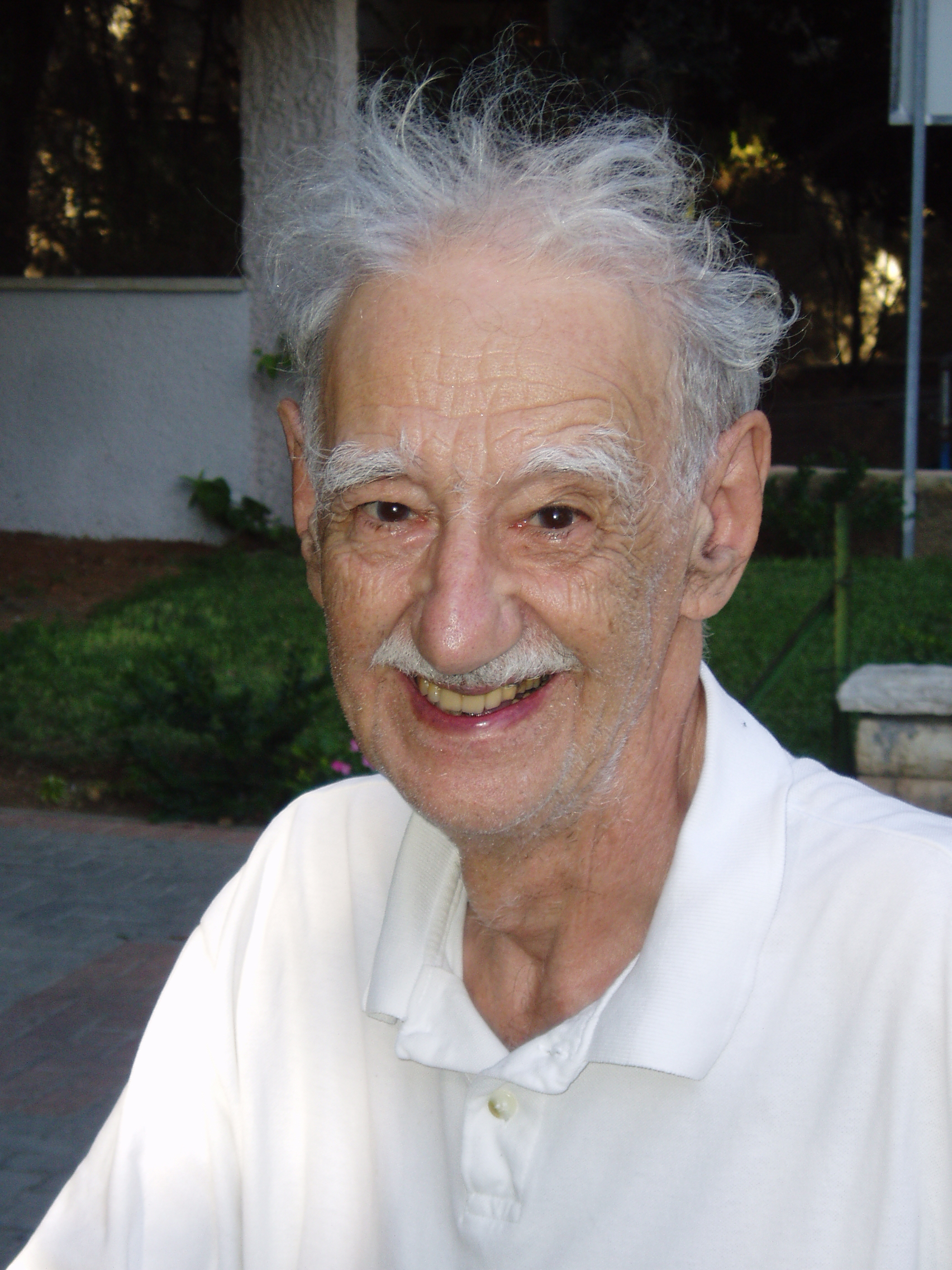
V.A. Zalgaller (2006)

- Oscar de Zalameda (1930-2010), Filipijns kunstschilder
- Riza Zalameda (1986), Amerikaans tennisser
- Marcelo Danubio Zalayeta (1978), Uruguayaans voetballer
- Calixto Zaldivar (1904-1979), Filipijns politicus en rechter Filipijns hooggerechtshof
- Zaleukos van Lokroi Epizephyroi (6e eeuw v.Chr.), Grieks aristocratisch rechtsvormer
- Filip Zalevski (1984), Oekraïens-Bulgaars kunstschaatser
- Halina Zalewska (1956), Pools-Nederlands beeldend kunstenares
- Viktor Abramovitsj Zalgaller (1920-2020), Russisch wiskundige
- Marius Žaliūkas (1983-2020), Litouws voetballer
- Anita van Zalk, bekend als Anita Verkerk, (20e eeuw), Nederlands schrijfster
- Klazien uut Zalk, pseudoniem van Klaasje (Klazien) Rotstein-van den Brink, (1919-1997), Nederlands kruidenvrouw
- Cornelis (Kees) van der Zalm (1901-1956), Nederlands voetballer
- Gerrit Zalm (1952), Nederlands econoom, ambtenaar en politicus
- Leo van der Zalm (1942-2002), Nederlands dichter
- Renate Wennemars-Van der Zalm (1972), Nederlands televisiepresentatrice
- Zbyněk Žalman (1920), Tsjecho-Slowaaks politicus

## Zam
- Sherab Zam (1983), Bhutaans boogschutter
- Sauda bint Zama ibn Qayyis ibn Abd Shams, vrouw van Mohammed
- Cezary Zamana (1967), Pools wielrenner
- Zamasp (5e eeuw), koning van het Sassanidische Rijk (496-498)
- Maria Zambaco, geboren als Marie Terpsithea Cassavetti, (1843-1914), Grieks-Engels beeldhouwster en model
- Alfred Pasquale Zambarano (1885-1970), Amerikaans componist en dirigent
- Adriano Zamboni (1933-2005), Italiaans wielrenner
- Giuseppe Zamboni (1776-1846), Italiaans katholiek priester en natuurkundige
- Alejandro Zambra (1975), Chileens schrijver en dichter
- Anthony Zambrano (1998), Colombiaans atleet
- Carlos Augusto Zambrano Ochandarte (1989), Peruaans voetballer
- Gianluca Zambrotta (1977), Italiaans voetballer
- António Zambujo (1975), Portugees zanger
- Evžen Zámečník (1939), Tsjechisch componist, dirigent en musicus
- John S. Zamecnik (1872-1953), Amerikaans componist en dirigent
- Ludwik Lejzer Zamenhof (1859-1917), Joods-Litouws oogarts, polyglot, filoloog en uitvinder van Esperanto
- Mordechai Mark Zamenhof (1837-1907), Joods zionist en atheïst
- Gheorghe Zamfir (1941), Roemeens panfluitist
- Jevgeni Zamjatin (1884-1937), Russisch schrijver
- Jacinto Zamora (1835-1872), Filipijns priester en martelaar
- Maria Zamora, pseudoniem van Marietje Jansen, (1923-1996), Nederlands zangeres
- Niceto Alcalá Zamora y Torres (1877-1949), Spaans president (1931-1936)
- Ricard Zamora i Martínez (1901-1978), Spaans voetballer
- Iván Luis Zamorano Zamora (1967), Chileens voetballer
- Adam Zamoyski (1949), Pools-Brits historicus
- August Zamoyski (1893-1970), Pools beeldhouwer
- Adam Žampa (1990), Slowaaks alpineskiër
- Dino Zamparelli (1992), Brits autocoureur
- Alessandro Zampedri (1969), Italiaans autocoureur
- Louis Zamperini (1917-2014), Amerikaans atleet en militair
- Juana Barraza Zamperio, bekend als Mataviejitas, (1957), Mexicaans seriemoordenares
- Daniel Zampieri (1990), Italiaans autocoureur
- Steve Zampieri (1977), Zwitsers wielrenner
- Agostino Zampini (1858-1937), Italiaans bisschop
- Rudolf Zamrzla (1869-1930), Tsjechisch componist, muziekpedagoog en dirigent
- Hesdie Stuart Zamuel (1946), Surinaams theoloog en schrijver

## Zan
- Gökhan Zan (1981), Turks voetballer
- Leyla Zana (1961), Turks politica en mensenrechtenverdedigster van Koerdische komaf
- Zanabazar (1635-1723), Mongools Jabzandamba en eerste Bogd Gegen van Mongolië
- Alessandro (Alex) Zanardi (1966), Italiaans autocoureur
- Renzo Zanazzi (1924), Italiaans wielrenner
- Giorgio Zancanaro (1940), Italiaans wielrenner
- Emanuela Zanchi (1977), Italiaans waterpolospeelster
- Daphne Zandberg, Nederlands poppenspeelster en -maakster, en welzijnscoach
- Gerhard Zandberg (1983), Zuid-Afrikaans zwemmer
- Lucas Zandberg (1977), Nederlands romanschrijver
- Arnoldus Roodhart (Arnold) Zandbergen (1897-1975), Nederlands verzetsstrijder
- Julius Michilius (Juul) Zandbergen (1925-2008), Nederlands burgemeester
- Pieter J. (Piet) Zandbergen (1933), Nederlands wiskundige en hoogleraar
- Adrianus Nicodemus (André) van der Zande (1952), Nederlands bioloog, topambtenaar en hoogleraar
- Janus van der Zande (1924-2016), Nederlands atleet
- Renger van der Zande (1986), Nederlands autocoureur
- Dino Zandegu (1940), Italiaans wielrenner en ploegleider
- Hendricus Hubertus (Harrie) van der Zanden (1894-1964), Nederlands landbouwland- en tuinbouwonderwijzer en Tweede Kamer-lid
- Leon van der Zanden (1977), Nederlands cabaretier en presentator
- Mike van der Zanden (1987), Nederlands paralympisch sporter
- Wendy van der Zanden (1988), Nederlands zwemster
- Hans Zander, pseudoniem van Hans Graetsch, (1905-1985), Duits componist en violist
- Luca Zander, Duits voetballer
- Loes Zanderink (1988), Nederlands zwemster
- Jo Zanders (1908-1999), Nederlands burgemeester
- Xabier Zandio Echaide (1977), Spaans wielrenner
- Riccardo Zandonai (1883-1944), Italiaans componist en muziekpedagoog
- Evert Zandstra (1897-1974), Nederlands schrijver
- Falko Zandstra (1971), Nederlands langebaanschaatser en schaatscoach
- Wesley Zandstra (1984), Nederlands voetballer
- Johanna Francina Zandstra-Giezen (1882-1993), Nederlands oudste vrouw (1991-1993)
- Herman van der Zandt (1974), Nederlands journalist en nieuwslezer
- Ludolf Jan Zandt (1900-1970), Nederlands burgemeester
- Philip Van Zandt, geboren als Philip Pinheiro, (1904-1958), Nederlands-Amerikaans acteur
- Pieter Zandt (1880-1961), Nederlands politicus en predikant
- Steven Van Zandt, geboren als Steven Lento, (1950), Amerikaans musicus, acteur en radiodiskjockey
- Townes Van Zandt (1944-1997), Amerikaans folksinger-songwriter en dichter
- Ko Zandvliet (1993), Nederlands acteur en muzikant
- Leen van Zandvliet, Nederlands sportbestuurder
- Leo van Zandvliet (1919-1999), Nederlands sportbestuurder
- Pieter Zandvliet (1969), Nederlands kunstenaar
- Robert Zandvliet (1970), Nederlands kunstschilder
- Reinard Willem Zandvoort (1894-1990), Nederlands hoogleraar
- Billy Zane, geboren als William George Zane, Jr., (1966), Amerikaans acteur
- Clayton Zane (1977), Australisch voetballer
- Lisa Zane (1961), Amerikaans actrice en zangeres
- Christopher Zanella (1989), Zwitsers autocoureur
- Jan van Zanen (1961), Nederlands politicus en bestuurder
- Ante Žanetić (1936-2014), Kroatisch voetballer en voetbaltrainer
- Denis Zanette (1970-2003), Italiaans wielrenner
- Arthur Zanetti (1990), Braziliaans turner
- Javier Adelmar Zanetti (1973), Argentijns voetballer
- Lorenzo Zanetti (1987), Italiaans motorcoureur
- Marco Zanetti (1962), Italiaans carambolebiljarter
- Mathieu Zangarelli (1979), Frans autocoureur
- Gabriele (Gabi) Zange, geboren als Gabriele (Gabi) Schönbrunn, (1961), Oost-Duits langebaanschaatsster
- Gustav-Adolf von Zangen (1892-1964), Duits generaal
- Jan F. de Zanger (1932-1991), Nederlands jeugdboekenschrijver
- Zanger Bob, pseudoniem van Bob Offenberg, (1996), Nederlands zanger
- Zangeres zonder Naam, pseudoniem van Mary Servaes, (1919-1998), Nederlands zangeres
- Zanger Rinus, pseudoniem van Rinus Dijkstra, (1970), Nederlands zanger
- Thomas Zangerl (1983), Oostenrijks freestyleskiër
- Sergio Zaniboni (1937-2017), Italiaans stripauteur
- Iva Zanicchi (1940), Italiaans zangeres
- Mario Zanin (1940), Italiaans wielrenner
- Luigi Zaninelli (1932), Amerikaans componist en muziekpedagoog
- Marcel Zanini (1923-2023), Turks-Franse jazzklarinettist
- Stefano Zanini (1969), Italiaans wielrenner
- Nina Zanjani (1981), Zweeds actrice van Iraanse origine
- Nicolaas Zannekin (+1328), Vlaams opstandelingenleider
- Kevin Zannoni (2000), Italiaans motorcoureur
- Zanobi, bekend als Zenobius van Florence, (337-390 of 417), Italiaans bisschop en heilige
- Michel Jean-Paul Zanoli (1968-2003), Nederlands wielrenner
- Cristian Zanolini (1968), Italiaans wielrenner
- Bruno Zanoni (1952-2023), Italiaans wielrenner
- Fabrizio Zanotti (1983), Paraguayaans golfer
- Marco Zanotti (1974), Italiaans wielrenner
- Médard Zanou (1987-2009), Benins voetballer
- Herman Zanstra (1894-1972), Nederlands astronoom
- Margot Zanstra-Wilgenburg (1919-2010), Nederlands beeldhouwster
- Johan Wilhelm van der Zant, bekend als Hans Andreus, (1926-1977), Nederlands dichter en schrijver
- Ronald Wayne Van Zant (1948-1977), Amerikaans zanger
- Francesco Zantedeschi (1797-1873), Italiaans priester en natuurkundige
- Ellemijntje Ida Marieke (Ellemijn) Veldhuijzen van Zanten (1968), Nederlands actrice en columniste
- Ernst Arnold Frederik Robert (Ek) van Zanten (1933), Nederlands beeldhouwer en tekenaar
- Henri Carel van Zanten (1957), Nederlands kunstenaar
- Ida Laura Veldhuyzen van Zanten (1911-2000), Nederlands verzetsstrijdster en maatschappelijk werkster
- Jacob Veldhuyzen van Zanten (1927-1977), Nederlands piloot
- Johannes van Zanten, bekend als Van Buren, (1911-1944), Nederlands verzetsstrijder
- Marie Louise Lydia Elisabeth (Marlies) Veldhuijzen van Zanten-Hyllner (1953), Nederlands politica
- Ouderling van Zanten, pseudoniem van Frits Slomp, (1898-1978), Nederlands predikant en verzetsstrijder
- Wijntje Cornelia (Cornélie) van Zanten (1855-1946), Nederlands operazangeres, zangpedagoge en auteur
- Henk Zantkuijl (1925-2012), hoofd Bureau Monumentenzorg Amsterdam
- Darryl Francis Zanuck (1902-1979), Amerikaans filmproducent, studiobaas en scenarioschrijver
- DJ Zany, pseudoniem van Raoul van Grinsven, (1974), Nederlands diskjockey en producer
- Mohama Atte-Oudeyi Zanzan (1980), Togolees voetballer

## Zao
- Mohamed Zaoui (1960), Algerijns bokser

## Zap

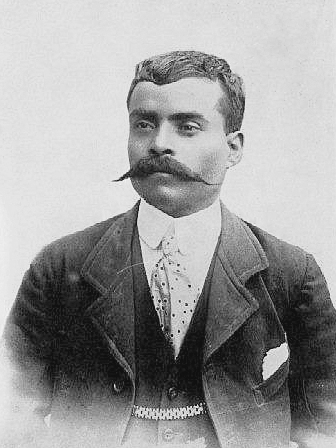
Emiliano Zapata

- Zbigniew Zapasiewicz (1934-1009), Pools acteur, regisseur en pedagoog
- Aridane Hornero Zapata (1989), Spaans voetballer
- Emiliano Adrian Insúa Zapata (1989), Argentijns voetballer
- Emiliano Zapata (1879-1919), Mexicaans revolutionair
- Eufemio Zapata Salazar (1873-1917), Mexicaans opstandeling
- Francisco Javier Farinós Zapata (1978), Spaans voetballer
- José René Higuita Zapata (1966), Colombiaans voetballer
- Julio Cesar Zapata (1976), Argentijns golfer
- Karen Zapata (1982), Peruaans schaakster
- Mia Zapata (1965-1993), Amerikaans zangeres
- Róbinson Zapata Montaño (1978), Colombiaans voetballer
- Orlando Zapata Tamayo (1967-2010), Cubaans dissident
- Alberto Zapater Arjol (1985), Spaans voetballer
- José Luis Rodríguez Zapatero (1960), Spaans politicus (o.a. premier)
- Andreas Zapatinas (1957), Grieks auto-ontwerper
- Pedro Antonio Zape Jordán (1949), Colombiaans voetballer
- Józef Zapędzki (1929-2022), Pools olympisch schutter
- Hermann Zapf (1918-2015), Duits lettertypeontwerper
- Emilio Rodríguez Zapico (1944-1996), Spaans autocoureur
- Zapiro, pseudoniem van Jonathan Shapiro, (1958), Zuid-Afrikaans cartoonist
- Johan Zápolya (1487-1540), vorst van Transsylvanië
- Tomáš Zapotocny (1980), Tsjechisch voetballer
- Robert-Richard Zapp (1904-1764), Duits U-boot-commandant
- Ahmet Emuukha Rodan Zappa (1974), Amerikaans muzikant, acteur, presentator en kinderboekenschrijver
- Diva Zappa (1979), Amerikaans kunstenares en actrice
- Dweezil Zappa, geboren als Ian Donald Calvin Euclid Zappa, (1969), Amerikaans musicus
- Frank Vincent Zappa (1940-1993), Amerikaans musicus
- Moon Unit Zappa (1967), Amerikaans actrice en schrijfster
- Abraham Zapruder (1905-1970), Amerikaans-Russisch fabrikant van dameskleding

## Zar

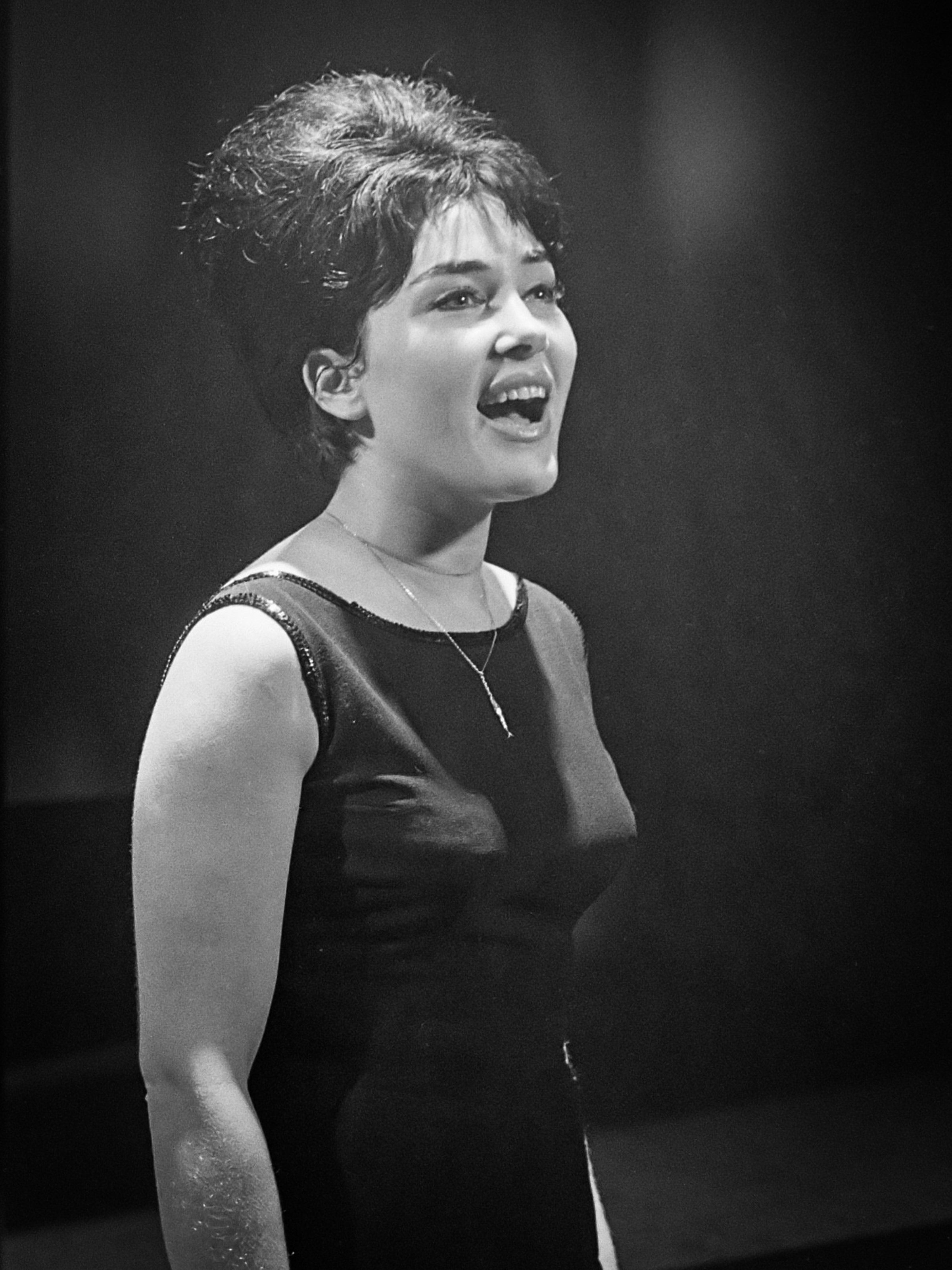
Rika Zaraï

- Piotr Zaradny (1972), Pools wielrenner
- Federico Mayor Zaragoza (1934-2024), Spaans wetenschapper, politicus, diplomaat en dichter
- Ignacio Seguín Zaragoza (1829-1862), Mexicaans generaal
- Vincentius van Zaragoza (+304), Spaans martelaar
- Rika Gussmann Zaraï (1938-2020), Frans-Israëlisch zangeres
- Benjamín Zarandona Esono (1976), Spaans-Equatoriaal-Guinees voetballar
- Aitor Kintana Zarate (1975), Spaans wielrenner
- Carlos Zarate Fernandez (1980), Spaans wielrenner
- Eladio Zárate (1942), Paraguayaans voetballer
- Mauro Matías Zárate (1987), Argentijns voetballer
- Zarathustra (14e eeuw v.Chr), Bactrisch profeet en de grondlegger van het zoroastrisme
- Zeke Zarchy (1915-2009), Amerikaans trompettist
- Johann Zarco (1990), Frans motorcoureur
- Asif Ali Zardari (1955), Pakistaans president
- Mamadou Zaré (ca. 1961-2007), Ivoriaans Frans acteur
- Juliusz Zarębski (1854-1885), Pools-Oekraïens componist en pianist
- Hy Zaret, pseudoniem van Hyman Harry Zaritsky, (1907-2007), Amerikaans tekstschrijver en componist
- Alexandra Zaretski (1987), Israëlisch kunstschaatsster
- Roman Zaretski (1983), Israëlisch kunstschaatser
- Zarganar (1961), Myanmarees komiek, filmmaker en acteur
- Amir Zargari (1980), Iraans wielrenner
- Rihards Zariņš (1869-1939), Lets illustrator en ontwerper
- Joelia Zaripova (1986), Russisch atlete
- Oscar Zariski, geboren als Asher Zaritsky, (1899-1986), Wit-Russisch-Amerikaans wiskundige
- Mikhail Zaritskiy (1973), Luxemburgs voetballer
- Hyman Harry Zaritsky, bekend als Hy Zaret, (1907-2007), Amerikaans tekstschrijver en componist
- Palion Zarka (1984), Albanees wielrenner
- Gioseffo Zarlino (1517-1590), Italiaans muziektheoreticus en Renaissancecomponist
- Tim De Zarn (1952), Amerikaans acteur
- Teresa Żarnower (1895-1950), Pools beeldhouwster en graficus
- Kurt Zaro (1929-2002), Duits voetballer
- Chaher Zarour (1983), Frans voetballer
- Abu Musab al-Zarqawi (1966-2006), Jordaans terroristenleider
- Telmo Zarra, geboren als Telmo Zarraonaindía Montoya, (1921-2006), Spaans voetballer
- Mikel Zarrabeitia Uranga (1970), Spaans wielrenner
- Telmo Zarraonaindía Montoya, bekend als Telmo Zarra, (1921-2006), Spaans voetballer
- Karl Zaruba (1902-1978), Oostenrijks componist en dirigent
- Vicente Gómez-Zarzuela y Pérez (1870-1956), Spaans componist en muziekpedagoog

## Zas
- Engelbert Zaschka (1895-1955), Duits hoofdingenieur en helikopterpionier
- Michael Zaslow (1942-1998), Amerikaans acteur
- Mitja Kolia Zastrow (1977), Duits-Nederlands zwemmer
- Alexander Dmitrievich Zasyadko (1779-1837), Russisch-Oekraïens raketspecialist

## Zat
- Valdis Zatlers (1955), Lets arts en politicus
- Tatjana Jakovlevna Zatoelovskaja (1935-2017), Russisch-Israëlisch schaakster
- Anna Zatonski (1978), Oekraïens-Amerikaans schaakster
- Emil Zatopek (1922-2000), Tsjechoslowaaks atleet
- Dana Zátopková (1922), Tsjechisch atlete
- Wladislaus van Zator (+1494), Hertog van Zator (1465-1494)
- Zatox, pseudoniem van Gerardo Roschini, Italiaans diskjockey en producer

## Zau

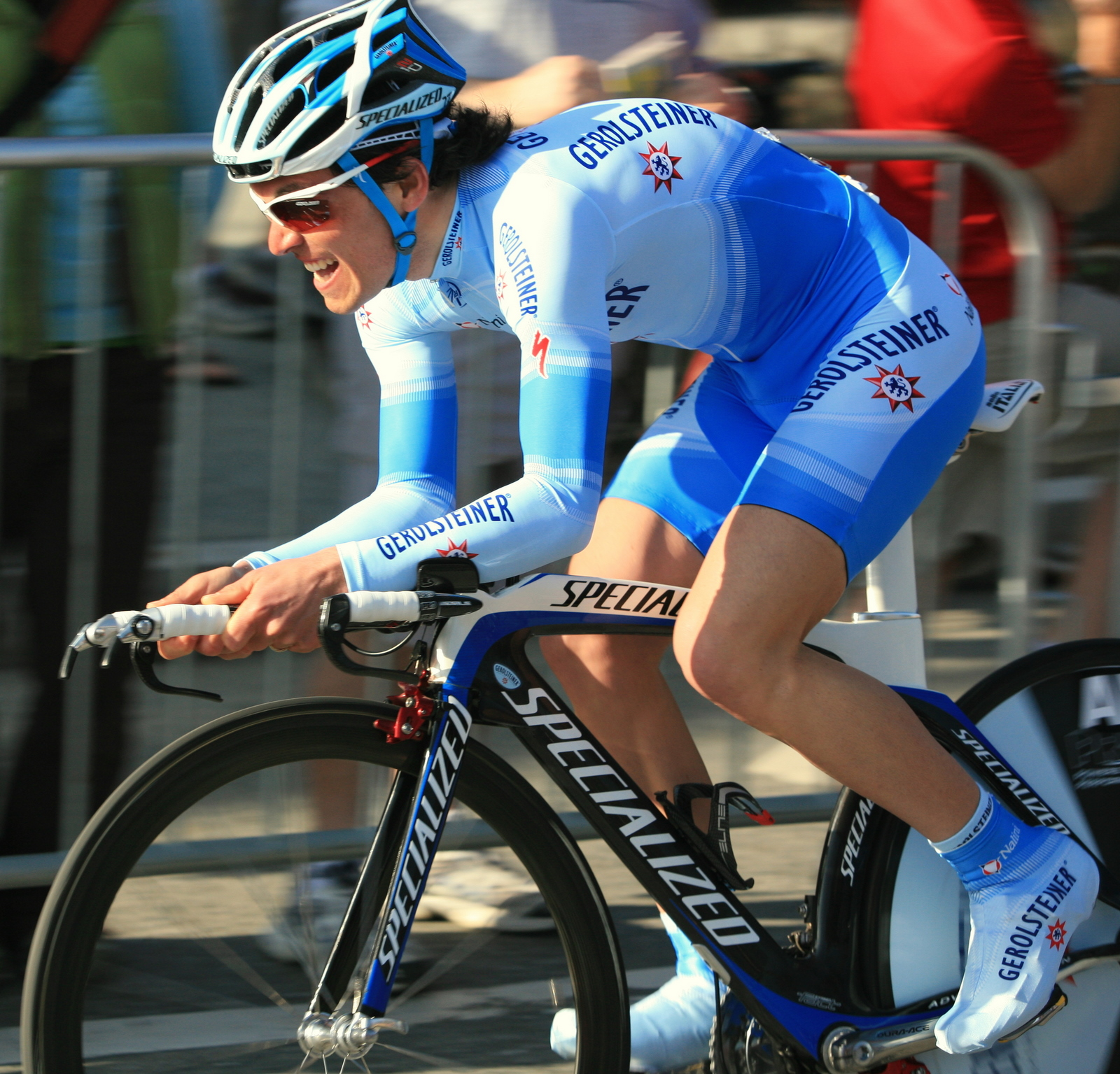
Oliver Zaugg

- Andrzej Zaucha (1949-1991), Pools zanger en saxofonist
- Andrzej Zaucha (1967), Pools journalist en schrijver
- Johann Joseph Zauffelij (1733-1810), Duits kunstschilder
- Adrian Zaugg (1986), Zuid-Afrikaans autocoureur
- Oliver Zaugg (1981), Zwitsers wielrenner

## Zav
- Gábor Zavadszky (1974-2006), Hongaars voetballer
- Cedric Bixler Zavala (1974), Amerikaans zanger
- Manuel Lorenzo Justiniano (Lorenzo) de Zavala y Sáenz (1788-1836), Mexicaans en Texaans politicus
- Margarita Esther Zavala de Calderón (1967), Mexicaans advocate en politica
- María Beatriz (Beatriz) Zavala Peniche (1957), Mexicaans politica
- Silvio Zavala Vallado (1909), Mexicaans historicus
- Ruth Zavaleta Salgado (1966), Mexicaans politica.
- Alena Igorevna Zavarzina (1989), Russisch snowboardster
- Rokas Zaveckas (1996), Litouws alpineskiër
- Zavida (ca. 1113), Servisch persoon
- Antonín Závodný (1922-1990), Tsjechisch componist
- Vasili Stepanovitsj Zavojko (1810-1898), Russisch admiraal
- Vladimir Zavoronkov (1976), Ests schaker

## Zaw
- Aung Zaw (1968), Myanmarees hoofdredacteur en uitgever
- Elżbieta Zawacka (1909-2009), Pools verzetsstrijdster, wiskundige en opvoedkundige
- Charles Antoine de Bieberstein Rogalla Zawadsky (1796-1880), Nederlands politicus
- Charles Casimir Marie Hubert de Bieberstein Rogalla Zawadsky (1854-1929), Nederlands politicus
- Aleksander Zawadzki (1899-1964), Pools president (1952-1964)
- Maria Stella Marquez Zawadzky de Araneta, Colombiaans model
- Ayman al-Zawahiri (1951), Egyptisch ideoloog
- Jerzy Zawieyski (1902-1969), Pools (toneel)schrijver en politicus
- Joe Zawinul (1932-2007), Oostenrijks-Amerikaans jazzcomponist en -toetsenist

## Zay
- David Zayas (1969), Amerikaans acteur
- Kamil Zayatte (1985), Guinees voetballer
- Nasr (Hamid) Abu Zayd (1943-2010), Egyptisch wetenschapper
- Said ibn Zayd (ca. 593-ca. 673), metgezel van Mohammed
- Khalifa bin Zayed bin Sultan Al Nahayan (1948-2022), president van de Verenigde Arabische Emiraten

## Zaz

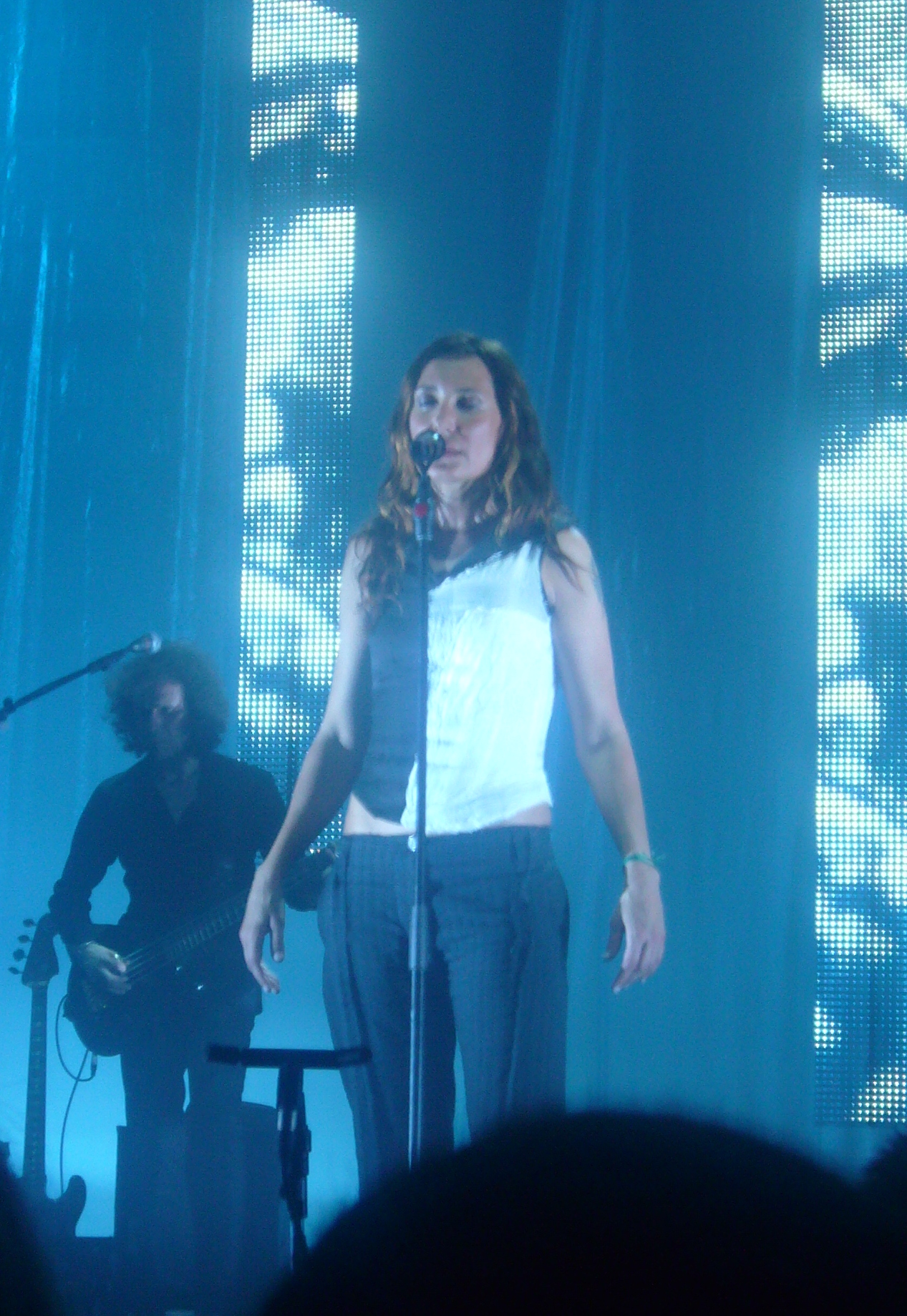
Zazie (2007)

- Zaza, pseudoniem van Klaas Storme, (1967), Vlaams cartoonist
- Zazie, pseudoniem van Isabelle Marie Anne de Truchis de Varennes, (1964), Frans zangeres en songwriter
- Hector Zazou (1948-2008), Frans componist en muziekproducent
- Lorenzo Zazzeri (1994), Italiaans zwemmer
- René Zazzo (1910-1995), Frans kinderpsycholoog